# Sawthis
Sawthis ist eine Thrash-Metal-Band aus Teramo, Italien.

## Geschichte
Die Band wurde im Jahr 1997 unter dem Namen Sothis gegründet. Im Jahr 2001 erschien unter dem Namen Sawthis ein Demo namens The Seven Lies. Im Jahr 2002 schloss sich das zweite Demo Instinct an. Daraufhin folgten diverse Auftritte zusammen mit Bands wie Lacuna Coil, Entombed, Impaled Nazarene, Shaman, Konkhra, Eldritch, Centvtion, Theatres des Vampires und Undertakers. Während im Jahr 2003 die ersten beiden Demos wiederveröffentlicht wurde, unterschrieb die Band einen Vertrag bei Temple of Noise Records. Im April 2006 erschien das Debütalbum Fusion in ganz Europa. Der Veröffentlichung folgten Auftritte zusammen mit Destruction, Anathema, Vader, Sybreed, Impaled Nazarene, Extrema, Sadist, Necrodeath und Assassin. Im Jahr 2007 erschien das erste Video für das Lied Beyond the Bound. Das Video wurde durch den Film Uhrwerk Orange. Im Jahr 2008 begannen die Arbeiten zum zweiten Album, das im Jahr 2009 unter der Leitung von Paolo Ojetti produziert wurde. Nachdem die Band einen Vertrag bei Scarlet Records unterschrieben hatte, erschien das Album Egod im Juni 2010. Nach der Veröffentlichung, folgte eine Tour durch Osteuropa, wobei die Gruppe als Eröffnungsband für Vader fungierte. Nach der Tour folgten weitere Auftritte, unter anderem mit The Haunted, Primal Fear, Bulldozer, Cattle Decapitation und God Dethroned.

## Stil
Die Band spielt eine moderne, melodische Form des Thrash Metal, wobei die teilweise Verwendung von orientalischen Klängen charakteristisch ist. Vergleichen lässt sich die Musik mit den Werken von Soulfly.

## Diskografie

### Alben
- 2006: Fusion (Temple of Noise Records)
- 2010: Egod (Scarlet Records)[4]

### Demos
- 2001: The Seven Lies
- 2002: Instinct

### Videoclips
- 2007: Beyond the Bound
- 2011: Act of Sorrow[5]